# Yalı

Traditionelles Yalı (Illustration von 1889)

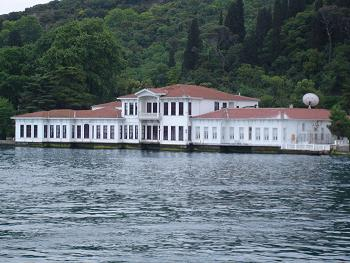
Kıbrıslı Mehmed Emin Pasha Yalısı

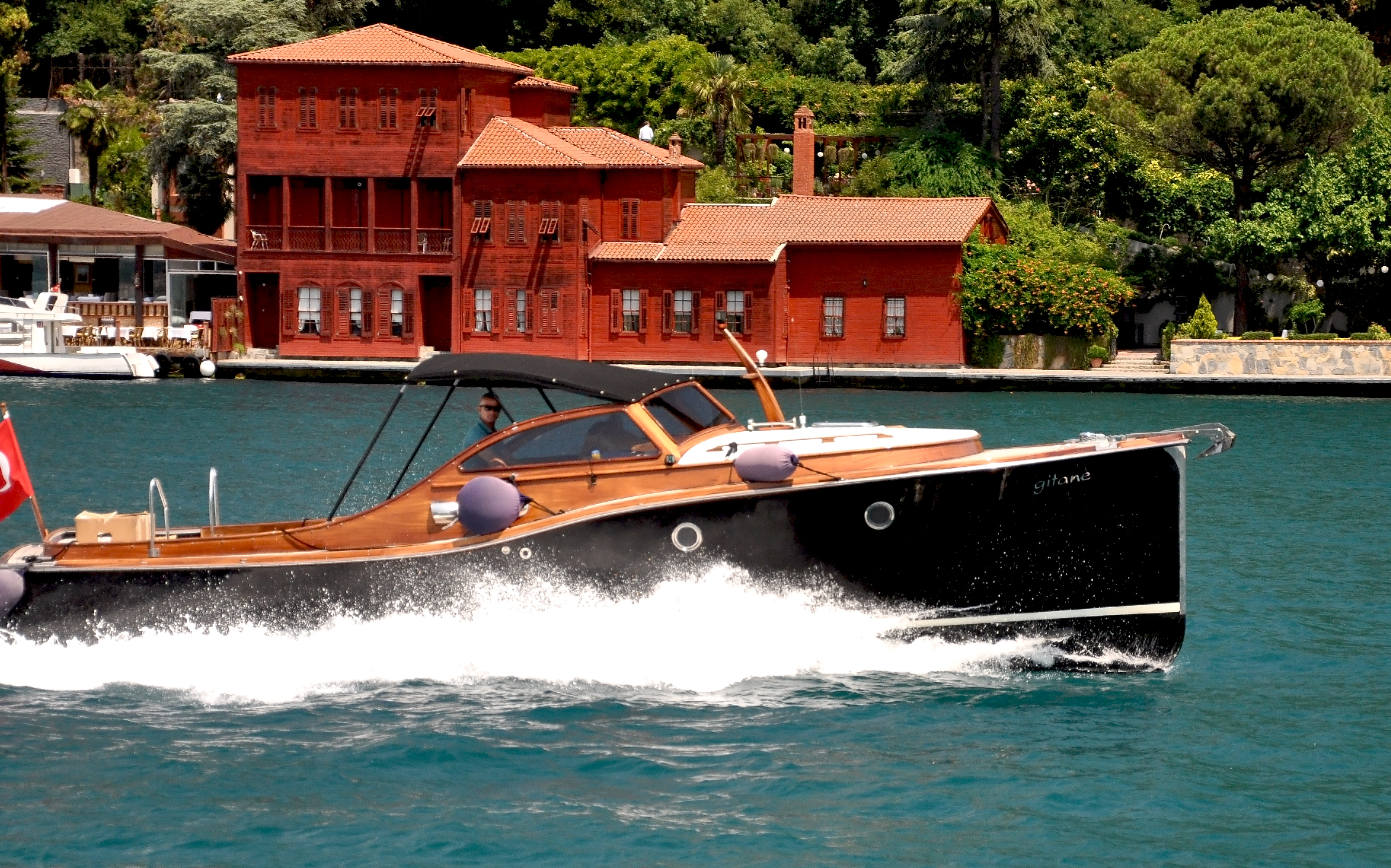
Die Holzvilla Hekimbaşı Salih Efendi (2012)

Als Yalı (osmanisch يالی), türkischer Plural yalılar, werden Sommervillen und -residenzen bezeichnet, die in Holzbauweise vor allem am Ufer des Bosporus in der Nähe von Istanbul errichtet wurden. Typisch ist ein recht flaches, weit auskragendes Dach. Yalıs waren von Gärten umgeben und hatten gewöhnlich eine Bootsanlegestelle.

## Charakteristika der Yalılar
Yalılar wurden grundsätzlich aus Holz erbaut. Lediglich Grund- und Kaimauern bestehen aus Stein. Die leichte zweigeschossige Holzbauweise hat den Vorteil, dass einerseits eine gewisse Resistenz gegen Erdbeben und andererseits gegen die vom Bosporus vordringende Feuchtigkeit gegeben ist. Ein Yalı hat in der Regel hohe Räume mit zahlreichen Fenstern. Dies ist darauf zurückzuführen, dass die Yalılar als Sommerhäuser wohlhabender Osmanen dienten, die häufig auch noch über ein Stadtpalais (Konak) und einen weiteren Köşk auf den Prinzeninseln oder am Marmarameer verfügten. Den sommerlichen Temperaturen wurde zusätzlich durch flache, weit auskragende Ziegeldächer entgegengewirkt.
Die Yalılar verfügen zumeist aufgrund ihrer Lage über ein eigenes Bootshaus bzw. eine Anlegestelle.
Viele der Bosporusvillen befanden sich nicht über Generationen in Familienbesitz. Dies hatte zur Ursache, dass die Holzbauweise im Unterhalt sehr kostenaufwändig war, sodass sich z. B. der Wesir ein Yalı nur leisten konnte, solange er im Amt war. Nach einem Besitzerwechsel wurde das Haus häufig abgebrochen und nach Geschmack des neuen Eigentümers neu errichtet. Nicht nur aus diesem Grund waren die Yalıs immer besonders bedroht. 
Im Inneren der Yalılar befinden sich in der Regel große, kreuzförmige Zentralhallen. Diese führen stets auf der einen Seite zum Bosporus, auf der anderen zum parkartigen Garten. In der Mitte der marmorbelegten Halle befindet sich des Öfteren ein Springbrunnen, überwölbt von einer unter dem Dach verborgenen Kuppel. Die Decken der Wohnräume, die in Harem und Selamlik gegliedert wurden, werden stets mit bemalter Holzschnitzerei geschmückt. Auch Wände, Türen und Gesimse waren dekoriert.
Umgeben werden die traditionellen Yalılar von prächtigen Gärten, in denen Pinien und Palmen neben Magnolien, Glyzinien und Judasbäumen den Aufenthalt zum Vergnügen machen.

## Geschichte der Yalılar
Die erste Darstellung yalıähnlicher Uferhäuser datiert um das Jahr 1000: Uigurische Maler stellten das Paradies als eine Reihe von Yalılar dar.
Die Bauweise der Bosporusvillen geht auf traditionelle seldschukische Elemente zurück und so verwundert es nicht, dass auch außerhalb Istanbuls ähnliche Gebäude entstanden, etwa in Amasya.
Im 16. Jahrhundert, unter Sultan Süleyman dem Prächtigen, begann die Bebauung des Bosporusufers mit Moscheen und Yalıs. In der Anfangszeit war das Leben in solchen Residenzen dem Adel vorbehalten. Der Sultan selbst verfügte über Villen an beiden Uferseiten. Im 17. Jahrhundert entstand die besonders durch die Yalıs geprägte, bis heute fortlebende Wohnkultur Istanbuls. Aus dieser Zeit ist lediglich das Köprülü Yalısı erhalten. 
Bis Mitte des 19. Jahrhunderts baute man in großer Anzahl Uferpaläste und Lustschlösser, die sich wie eine Perlenschnur am Wasser entlangzogen. Dieses Bild wie aus Tausendundeiner Nacht wurde von Anton Ignaz Melling in Kupferstichen festgehalten. In dieser Zeit wuchs der Einfluss anderer Nationen auf das Osmanische Reich und insbesondere die deutsch-türkische Beziehung war eng und freundschaftlich. Dies führte einerseits dazu, dass ausländische Investoren Yalılar kauften oder selbst errichteten, wie z. B. die Gebäude der ehemaligen französischen Botschaft, die Sommerresidenz in Tarabya als Besitz der damaligen Deutschen Botschaft Konstantinopel, sowie das Huber Köşkü der Firma Krupp. Andererseits kam die Mode auf, nicht mehr nach türkischem Stil zu bauen, sondern mitteleuropäische Steinpaläste an die Ufer Istanbuls zu bauen.
Heute sind die Yalılar wieder begehrte Wohnobjekte, doch sind nach wie vor viele vom Verfall und dem Schnellstraßenbau bedroht. Die Türkei versucht dem durch staatliche Beihilfen entgegenzuwirken. Diese Bemühungen wurden bisher durch umfangreiche Renovierungsmaßnahmen belohnt. Seit einigen Jahren werden auch wieder Neubauten im traditionellen Stil der Yalılar errichtet.

## Erhaltene Yalılar
Besonders prächtige und sehenswerte Beispiele erhaltener Yalılar sind:

### Asiatische Uferseite
- Köprülü Yalısı: ältestes erhaltenes Yalı (17. Jahrhundert)
- Savfet Paşa Yalısı: Der Selamlik ist noch erhalten und befindet sich bis heute in Familienbesitz
- Sadullah Pascha Yalısı: Vom Architekten Sadullah Pascha vor der Französischen Revolution erbaut
- Ismail Pascha Yalı: Uferpalast des Vizekönigs von Ägypten
- Nazif Pascha Yalısı: Komplett erhaltenes Yalı in Vanıköy
- Hekimbaşı Salih Efendi: Holzvilla aus dem 18. Jahrhundert[1] (2018 durch einen manövrierunfähigen Tanker gerammt und schwer beschädigt)[2]

### Europäische Uferseite
- Serifler Yalısı: Als Museum zugängliches Yalı am „Dorfplatz“ des Stadtteils Emirgan
- Yalı der ehemaligen französischen Botschaft aus dem 18. Jahrhundert in Tarabya
- Zografos Yalı: Tarabya
- Huber Köşkü von Krupp, Tarabya
- Sommerresidenz des Deutschen Generalkonsulats Istanbul, heute deutsch-türkische Begegnungsstätte